# آندریا کریستینی
آندریا کریستینی (انگلیسی: Andrea Cristini؛ زادهٔ ۲۹ ژوئیهٔ ۱۹۹۴) بازیکن فوتبال است.